# 13.° Premios CANACINE
La 13.ª edición de los Premios CANACINE, otorgados por la Cámara Nacional de la Industria Cinematográfica y del Videograma de México, se celebró el 27 de abril del 2017 en el Teatro Telcel en la Ciudad de México, para reconocer las mejores producciones cinematográficas nacionales durante el 2016. Javier Poza fue el anfitrión del evento.
| Predecesor: 12.° edición 2015 | Premios CANACINE 13.° edición 2016 | Sucesor: 14.° edición 2017 |

## Nominados y ganadores
Indica el ganador en cada categoría.
| Categoría                  | Nominados y ganadores                                                              |
| -------------------------- | ---------------------------------------------------------------------------------- |
| Mejor Película             | ¿Qué culpa tiene el niño?                                                          |
| Mejor Película             | Desierto                                                                           |
| Mejor Película             | El Jeremías                                                                        |
| Mejor Película             | La delgada línea amarillo                                                          |
| Mejor Película             | Me estás matando, Susana                                                           |
| Mejor Director             | Jonás Cuarón - Desierto                                                            |
| Mejor Director             | Michel Franco - Chronic                                                            |
| Mejor Director             | Gustavo Loza — ¿Qué culpa tiene el niño?                                           |
| Mejor Director             | Anwar Safa — El Jeremías                                                           |
| Mejor Director             | Roberto Sneider — Me estás matando, Susana                                         |
| Mejor Actriz               | Karla Souza - ¿Qué culpa tiene el niño?                                            |
| Mejor Actriz               | Bárbara Mori - Treintona, soltera y fantástica                                     |
| Mejor Actriz               | Ludwika Paleta — Rumbos paralelos                                                  |
| Mejor Actriz               | Cecilia Suárez — La vida inmoral de la pareja ideal                                |
| Mejor Actor                | Gael García Bernal - Desierto                                                      |
| Mejor Actor                | Damián Alcázar - La delgada línea amarilla                                         |
| Mejor Actor                | Héctor Bonilla — Un padre no tan padre                                             |
| Mejor Actor                | Tim Roth — Chronic                                                                 |
| Mejor Campaña Publicitaria | ¿Qué culpa tiene el niño?                                                          |
| Mejor Campaña Publicitaria | La vida inmoral de la pareja ideal                                                 |
| Mejor Campaña Publicitaria | No manches Frida                                                                   |
| Mejor Campaña Publicitaria | Treintona, soltera y fantástica                                                    |
| Mejor Campaña Publicitaria | Un padre no tan padre                                                              |
| Mejor Canción              | El mundo bajo el brazo de Leonardo de Lozanne - La vida inmoral de la pareja ideal |
| Mejor Canción              | Amar de nuevo de Benny Ibarra - Un padre no tan padre                              |
| Mejor Canción              | Hasta el cielo alcanzar de Aleks Syntek - El Americano: The Movie                  |
| Mejor Canción              | Rumbos paralelos de Motel - Rumbos paralelos                                       |
| Mejor Canción              | We only have tonight de Reik - No manches Frida                                    |
| Mejor Promesa Femenina     | Ximena Romo - La vida inmoral de la pareja ideal                                   |
| Mejor Promesa Femenina     | Natasha Dupeyron - La vida inmoral de la pareja ideal                              |
| Mejor Promesa Femenina     | Nancy Talamantes - Las elegidas                                                    |
| Mejor Promesa Masculina    | Martín Castro - El Jeremías                                                        |
| Mejor Promesa Masculina    | Ricardo Abarca - ¿Qué culpa tiene el niño?                                         |
| Mejor Promesa Masculina    | Américo Hollander - La delgada línea amarilla                                      |
| Mejor Promesa Masculina    | Óscar Torres - Las elegidas                                                        |
| Mejor Película Animada     | La leyenda del Chupacabras                                                         |
| Mejor Película Animada     | El Americano: The Movie                                                            |
| Mejor Película Documental  | Bellas de noche                                                                    |
| Mejor Película Documental  | El patio de mi casa                                                                |
| Mejor Película Documental  | Matria                                                                             |
| Mejor Cortometraje         | Verde - Alonso Ruizpalacios                                                        |
| Mejor Cortometraje         | 24°51′ Latitud norte - Carlos Lenin                                                |
| Mejor Cortometraje         | Dobro - Marta Hernaiz                                                              |
| Mejor Cortometraje         | Evocaciones - Sarai Cureño Prado                                                   |